# 1977년 전미 비평가 협회상
제12회 전미 비평가 협회상은 1977년 최고의 영화를 기리기 위해 1977년 12월에 열린 시상식이다.

## 수상 및 후보

### 작품상
- 애니 홀 수상

### 감독상
- 욕망의 모호한 대상 - 루이스 부뉴엘 수상

### 여우주연상
- 애니 홀 - 다이안 키튼 수상

### 남우주연상
- 살인 연극 - 아트 카니 수상

### 여우조연상
- 시티즌 밴드 - 앤 웨지워스 수상

### 남우조연상
- 머나먼 다리 - 에드워드 폭스 수상

### 각본상
- 애니 홀 - 우디 앨런 수상

### 촬영상
- 아귀레 신의 분노 - 토머스 모치 수상